# Невшехирли Дамат Ибрахим паша
Невшехирли Дамат Ибрахим паша (на турски: Nevşehirli Damat İbrahim Paşa; 1666 – 16 октомври 1730) е велик везир на Османската империя. Един от най-дълго управлявалите велики везири в историята на империята. Управлението му се характеризира с увеличаване на корупцията, шуробаджанащина и повсеместно лансиране на креатури. Икономическата, и най-вече финансовата, му политика е пълен провал. Баща му е войвода на анадолския Зейтун.

## Служба в Османската империя
Невшехирли се преселва в Константинопол през 1689 г. Служи като писар в корпуса на балтаджиите към султанския дворец. В Одрин, при управлението на Мустафа II, се сближава с бъдещия султан Ахмед III. През първите години от управлението на Ахмед III успява да спечели доверието на великия везир Корлулу Дамат Али паша, който го лансира в кариерата. Служи в дворцовата финансова канцелария, където отговаря за обоза и снабдяването на османската армия.
През 1716 г. става султански фаворит и се сдобива с титлата каймакам на Истанбул. През 1717 г., когато е на 50 години, се жени за 14-годишната сестра на султана.

## Управление
Поема империята в един изключително труден в историята ѝ момент – на договора от Пожаревац, по силата на който османците за първи път от 1459 г. отстъпват територия отсам Дунава – на Хабсбургска Сърбия. Николаос Маврокордатос е владетел на Влашко по време на управлението на Невшехирли Дамат Ибрахим паша. По този начин налага за трайно вековната практика, начело на дунавските княжества да бъдат фанариоти.
На практика управлението на Невшехирли Дамат Ибрахим паша съвпада с т.нар. Епоха на лалетата. От една страна империята се европеизира по време на управлението му, но от друга – фискалната тежест върху поданиците и раята става непоносима. Въведеният военен данък за персийско-османската война (1722 – 1727) влошава неимоверно положението в империята. Акчето се обезценява и еснафа става гневен. Чашата на народното търпение прелива, след като великият везир решава да реорганизира еничарския корпус.
При управлението на Невшехирли Дамат Ибрахим паша, със султански ферман от 1727 г., е учредена първата османска печатница за религиозна литература. Ибрахим Мютеферик отпечатва първата османска печатна книга на 31 януари 1729 г., което разгневява калиграфите в столицата.
Султан Ахмед III в опит да спаси властта си, се съгласява да екзекутира Невшехирли Дамат Ибрахим паша – по изричното искане за това на въстаниците на Патрона Халил.